# Плавання на Чемпіонаті світу з водних видів спорту 2023 — естафета 4x100 метрів вільним стилем (чоловіки)
Змагання з плавання в естафеті 4x100 метрів вільним стилем серед чоловіки на Чемпіонаті світу з водних видів спорту 2023 відбулися 23 липня 2023 року.

## Рекорди
Перед початком змагань світовий рекорд і рекорд чемпіонатів світу були такими:
| Світовий рекорд          | США | 3:08.24 | Пекін (Китай)            | 11 серпня 2008 |
| Рекорд чемпіонатів світу | США | 3:09.06 | Кванджу (Південна Корея) | 21 липня 2019  |

## Результати

### Попередні запливи
Попередні запливи розпочалися о 13:14 за місцевим часом.
| Місце | Заплив | Доріжка | Країна          | Плавчині | Час     | Примітки |
| ----- | ------ | ------- | --------------- | --- | ------- | -------- |
| 1     | 3      | 4       | США             | Кріс Джуліано (48.30) Дестін Ласко (47.95) Метт Кінг (47.50) Джастін Ресс (47.88)                                 | 3:11.63 | Q        |
| 2     | 3      | 5       | Австралія       | Джек Картрайт (48.29) Метью Темпл (48.19) Кай Тейлор (47.59) Флінн Саутем (47.57)                                 | 3:11.64 | Q        |
| 3     | 2      | 4       | Італія          | Алессандро Мірессі (48.10) Леонардо Деплано (48.42) Лоренцо Дзадзері (47.91) Мануель Фріго (48.10)                | 3:12.53 | Q        |
| 4     | 2      | 3       | Канада          | Руслан Ґазієв (48.38) Хав'єр Асеведо (48.55) Едуард Фуллум-Гут (48.96) Джошуа Льєндо (47.60)                      | 3:13.49 | Q        |
| 5     | 3      | 7       | Китай           | Ванг Хаою (48.37) Чен Джунер (48.26) Янг Джінтонг (49.54) Пань Чжаньле (47.37)                                    | 3:13.54 | Q        |
| 6     | 2      | 6       | Іспанія         | Сержіо де Челіс (48.81) Луїс Домінгес (48.39) Маріо Молла (48.63) Цезар Кастро (47.94)                            | 3:13.77 | Q        |
| 7     | 3      | 6       | Бразилія        | Марсело Черігіні (48.87) Гільєрме Карібе Сантос (47.84) Феліпе Рібейро (48.34) Віктор Алькара (48.77)             | 3:13.82 | Q        |
| 8     | 2      | 2       | Ізраїль         | Денис Локтєв (49.10) Томер Франкель (48.01) Рон Полонський (48.83) Гал Коен Грумі (48.09)                         | 3:14.03 | Q        |
| 9     | 2      | 0       | Німеччина       | Рафаел Мірослав (49.11) Йоша Сальхов (47.92) Лука Армбрустер (48.82) Петер Вар'ясі (48.19)                        | 3:14.04 |          |
| 10    | 3      | 2       | Сербія          | Велімір Степанович (48.76) Андрей Барна (47.68) Нікола Ачин (49.01) Урош Ніколіч (48.91)                          | 3:14.36 |          |
| 11    | 3      | 3       | Угорщина        | Нандор Немет (48.20) Себастьян Сабо (48.43) Даніель Месарош (48.96) Хуберт Кош (48.83)                            | 3:14.42 |          |
| 12    | 3      | 8       | Франція         | Адрієн Сальван (48.70) Макс Берг (48.62) Гійом Гут (48.94) Флоран Маноду (48.28)                                  | 3:14.54 |          |
| 13    | 3      | 9       | Японія          | Кацухіро Мацумото (48.54) Масахіро Каване (49.35) Томонобу Гомі (48.85) Кацумі Накамура (48.10)                   | 3:14.84 |          |
| 14    | 2      | 1       | Польща          | Каміл Серадзький (49.06) Кацпер Стоковський (49.01) Адріан Яскєвич (49.62) Ксаверій Масюк (47.86)                 | 3:15.55 |          |
| 15    | 3      | 0       | Греція          | Андреас Вазайос (49.18) Апостолос Хрістоу (49.30) Одіссеус Меланідіс (48.99) Крістіан Голомєєв (48.39)            | 3:15.86 |          |
| 16    | 2      | 7       | Швеція          | Бйорн Селіґер (49.07) Робін Гансон (48.77) Еліас Фунч Перссон (49.47) Ісак Еліассон (48.76)                       | 3:16.07 |          |
| 17    | 3      | 1       | Південна Корея  | Лі Хо Джун (49.21) Джі Ю Чан (48.81) Янг Джа Хон (49.08) Кім Чі Хьон (49.05)                                      | 3:16.15 |          |
| 18    | 2      | 8       | Сінгапур        | Ке Чженвень (49.68) Джонатан Тан (48.62) Міккел Лі (49.34) Глен Лім Джун Вей (50.25)                              | 3:17.89 |          |
| 19    | 1      | 4       | Венесуела       | Альберто Местре (50.21) Еміл Перес (51.39) Хорхе Отайза (50.82) Альфонсо Местре (52.69)                           | 3:25.11 |          |
| 20    | 1      | 5       | Таїланд         | Дуліават Каевсрійонг (51.11) Навафат Вонгчароен (52.12) Раттхавіт Тхаммананчачоте (52.50) Тоннам Кантімол (51.45) | 3:27.18 |          |
| 21    | 2      | 9       | В'єтнам         | Хоанг Куї Фиок (51.32) Луонг Джеремі Лоік Ніно (50.76) Тран Нунг Нгуен (52.46) Нгуен Куанг Тхуан (53.09)          | 3:27.63 |          |
| 22    | 2      | 5       | Велика Британія | Льюїс Буррас (48.61) Метью Річардс (46.89) Джекоб Віттл (47.37) Данкан Скотт (47.60)                              | DSQ     | DSQ      |
| 22    | 1      | 3       | Мексика         | DNS | DNS     | DNS      |

### Фінал
Фінал відбувся о 21:43 за місцевим часом.
| Місце | Доріжка | Країна    | Плавці                                                                                                | Час     | Примітки |
| ----- | ------- | --------- | --- | ------- | -------- |
| 1     | 5       | Австралія | Джек Картрайт (47.84) Флінн Саутем (47.85) Кай Тейлор (47.91) Кайл Чалмерс (46.56)                    | 3:10.16 |          |
| 2     | 3       | Італія    | Алессандро Мірессі (47.54) Мануель Фріго (47.79) Лоренцо Дзадзері (48.13) Томас Чеккон (47.03)        | 3:10.49 |          |
| 3     | 4       | США       | Раян Гелд (48.16) Джек Алексі (47.56) Кріс Джуліано (47.77) Метт Кінг (47.32)                         | 3:10.81 |          |
| 4     | 2       | Китай     | Пань Чжаньле (47.67) Чен Джунер (47.85) Ванг Чангао (48.89) Ванг Хаою (46.97)                         | 3:11.38 | AS       |
| 5     | 6       | Канада    | Джошуа Льєндо (48.17) Руслан Ґазієв (47.30) Фінлай Нокс (48.70) Хав'єр Асеведо (47.88)                | 3:12.05 |          |
| 6     | 1       | Бразилія  | Марсело Черігіні (48.84) Гільєрме Карібе Сантос (46.76) Феліпе Рібейро (48.40) Віктор Алькара (48.71) | 3:12.71 |          |
| 7     | 8       | Ізраїль   | Томер Франкель (48.43) Денис Локтєв (48.46) Рон Полонський (49.07) Гал Коен Грумі (48.57)             | 3:14.53 |          |
| 8     | 7       | Іспанія   | Сержіо де Челіс (48.77) Луїс Домінгес (48.47) Маріо Молла (48.86) Цезар Кастро (48.54)                | 3:14.64 |          |